# Église presbytérienne camerounaise
Pour les articles homonymes, voir EPC.
L'Église presbytérienne du Cameroun, en abrégé EPC, est une communauté chrétienne issue de l'évangélisation de la Mission presbytérienne américaine au Cameroun. Elle est membre de la Communion mondiale d'Églises réformées et du Conseil œcuménique des Églises.

## Histoire
Dans le cadre de l'évangélisation des peuples du Cameroun, la Mission Presbytérienne Américaine créa en 1869 une paroisse à Batanga vers Kribi. Plus tard, d’autres missions protestantes effectueront l'évangélisation au Cameroun notamment la Mission allemande de Bâle alors que le Cameroun était sous protectorat allemand. Après la défaite de l'Allemagne lors de la Première Guerre mondiale, la Mission presbytérienne américaine intégrera les actions d'évangélisation de la mission allemande. En 1936, sera organisé le premier Synode de cette Mission Presbytérienne Américaine au Cameroun sous le nom de MUNICAM. L'Église presbytérienne se développera et en 1953, naîtra le Synode Bassa Cameroun puis le Synode Est Cameroun en 1954. Les revendications nationalistes que connaît le pays avec la lutte pour l'indépendance aboutiront à l’autonomie et l’indépendance de certaines missions presbytériennes en Afrique telles que le Ghana en 1957 ou le Cameroun la même année qui mettra ainsi fin à plus d'une décennie de domination américaine sur le plan religieux. C'est ainsi que le 11 décembre 1957 à Élat à proximité de la ville d'Ebolowa dans la région du Sud Cameroun, le Cameroun obtient son indépendance religieuse, signe précurseur de l’indépendance politique, en proclamant l’indépendance de l’Église Presbytérienne Camerounaise (EPC), avec pour modérateur Abraham Ebong Ngole, par la signature d’une convention d’autonomie. Cette convention assurait dorénavant la gestion autonome de l’Église par les Camerounais qui en assumaient les charges financières sans plus attendre des subventions étrangères.

## Organisation de l'EPC

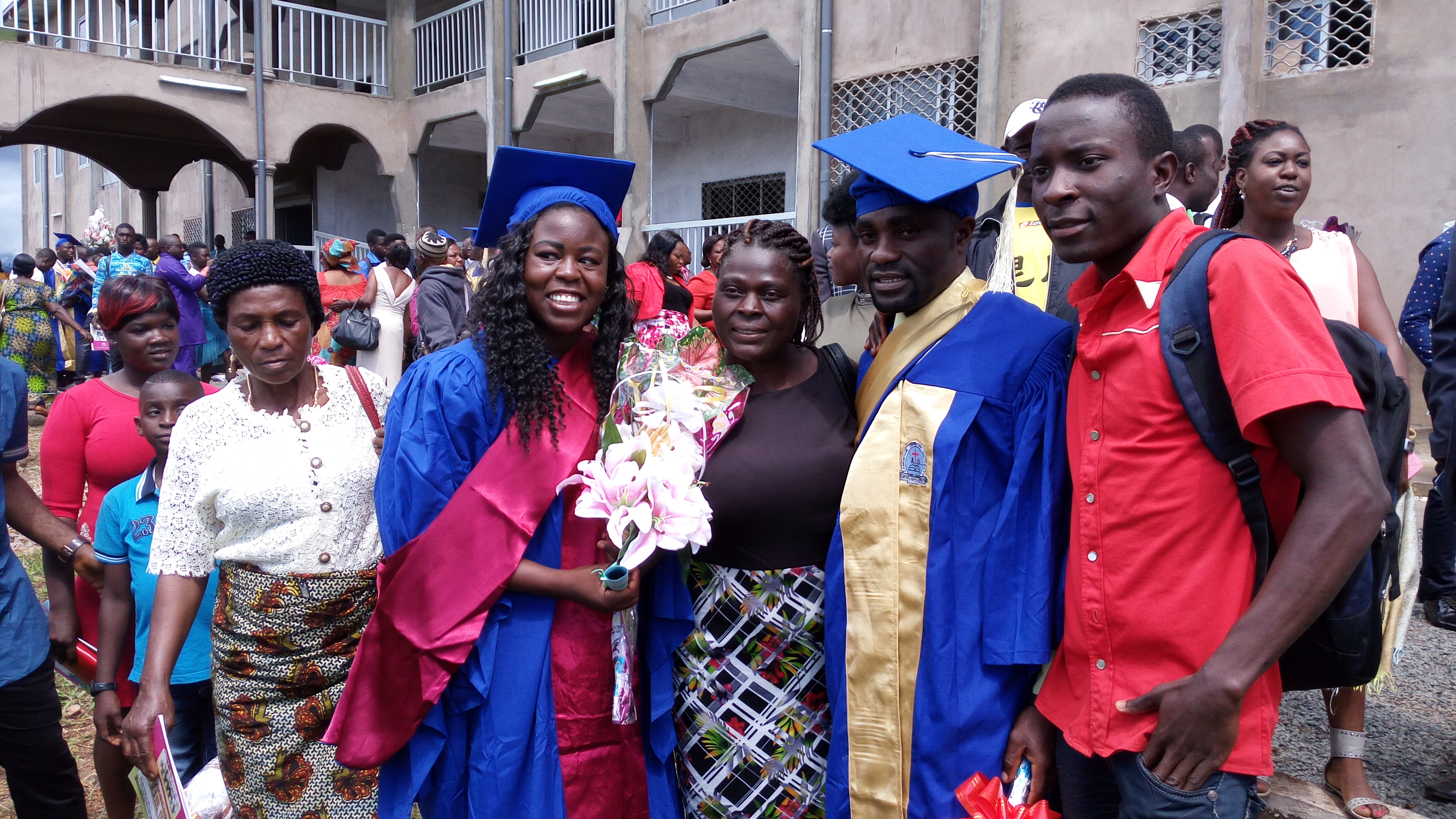
Remise de diplômes à la Cameroon Christian University (CCU), à Bali près de Bamenda.

La vie, la doctrine et les procédures de l’EPC sont régis par deux documents clés que sont la Bible et la Constitution. La constitution rédigée en 2003 fixe les objectifs, le rôle, les missions, la philosophie de l'église. Cette constitution fut préfacée par le Révérend Samuel Bikoï II du Consistoire d’Éseka, Modérateur de la 46e Assemblée Générale de l’EPC. La gestion de l'EPC est participative avec la forte implication des pasteurs, des anciens d’église et des laïcs pour toutes les échelles de la vie sacerdotale. Cette gestion est régulée par l'instance suprême de l'EPC qui est l’Assemblée Générale annuelle constituée à 50% par les Pasteurs et à 50% par les Anciens d'église. L'Assemblée générale annuelle prend les grandes décisions relatives au fonctionnement et aux activités de l’EPC. Un bureau avec un Modérateur est élu au début de l'assemblée générale annuelle. Le Modérateur qui a un mandat d’un an renouvelable est assisté par un Secrétaire Général qui est une personnalité civile élue pour cinq ans renouvelables. La structure exécutive comprend aussi les Conseils Permanents avec un Conseil Général dont le rôle est financier et budgétaire. D'autres organes comme le Conseil d’Administration, la Commission Juridique Permanente ou la Trésorerie Générale complètent la structure organisationnelle. À un niveau plus décentralisé, les Synodes composés d'assemblées des délégués, de pasteurs et d'anciens d'église, de même qu'à un niveau plus local, les Consistoires Paroissiaux et Régionaux favorisent une cohésion d'ensemble. 
En 2002, les estimations relevaient le nombre de fidèles communiants de l'EPC à 1 096 000 de personnes y inclus les 9 585 diacres, 8 055 anciens d’églises, 506 pasteurs pour 610 paroisses, 25 consistoires et 6 synodes (Municam, Bassa Cameroun, Centre, Est Cameroun, Metet, Sud) à caractère régional. L’Église est implantée sur tout le territoire du Cameroun avec les grandes zones d'implantation notamment 38 % de la population du Sud, 35 % de celle du Centre, 33 % du Littoral et 30 % de l’Est. Les trois régions du Sud, du Centre et du Littoral sont celles où l’EPC est fortement représentée et fait partie des confessions religieuses prédominantes comprennent chacune plus de 250 000 fidèles. Dans les zones moins couvertes, L'EPC a 1 % des habitants de l’Adamaoua, 0,2 % dans l’Ouest et le Nord Ouest et 0,1 % dans l’Extrême-nord, le Nord et le Sud-Ouest.
En 2018, on rapportait qu’elle comptait 4 millions de membres.

## Conflits de l'EPC
Depuis son indépendance, l'EPC fait face à de nombreux et récurrents conflits internes qui seraient favorisés par la gestion financière et le tribalisme,.

## Philatélie
En 1975, la République unie du Cameroun a émis un timbre de 40 F dédié à l'église presbytérienne EPC d'Élat.
En 1982, deux autres timbres célèbrent le 25e anniversaire de l'Église presbytérienne au Cameroun, dont l'un représente la sortie du culte à la chapelle de Buéa et l'autre la chapelle de Nyasoso.